# 瑞嶋カツヒロ
瑞嶋 カツヒロ（みずしま かつひろ、 -）は、日本のライトノベル作家。法政大学社会学部卒業。2011年、戦場太郎名義で第1回一迅社文庫大賞・奨励賞を受賞し『僕は彼女に寄生中』でデビュー。金原瑞人の小説創作ゼミ出身。

## 作品
全作品一迅社文庫から発行。
- 僕が彼女に寄生中（イラスト オダワラハコネ）発売日2011年6月18日
- 淫魔に狙われた俺のDTが危険なんだが（イラスト KAKERU）発売日2012年3月17日
- 天束ミコトは全知全能です。（イラスト とらのすけ）発売日2013年2月20日